# Deeper
Deeper — американская порнографическая киностудия, основным направлением которой является производство фильмов в тематике БДСМ. Один из брендов медиакомпании Vixen Media Group.

## История
Deeper является перезапуском предыдущего проекта Кайден Кросс — TrenchcoatX.com, который был приобретён Vixen Media Group в январе 2019 года. Deeper стал шестым по счёту брендом Vixen Media Group после Blacked, Tushy, Vixen, Blacked Raw и Tushy Raw. Студия занимается производством как короткометражных фильмов, первый сборник которых был выпущен в июне 2019 года под названием Sacrosanct Now, так и полнометражных фильмов. Первый полнометражный фильм студии был выпущен осенью 2019 года под названием Drive и примечателен участием в нём бывшей теле- и киноактрисы Мейтленд Уорд, эксклюзивный контракт с которой был заключён студией в ноябре 2019 года.
В январе 2020 года Deeper выигрывает две награды XBIZ Award в категориях «Лучшая новая студия» и «Сайт года — женщина-продюсер». На этой же церемонии фильм Drive получает в общем счёте четыре награды в двух категориях: «Лучшая актриса — полнометражный фильм» (Мейтленд Уорд) и «Лучшая сцена секса — полнометражный фильм» (Мейтленд Уорд, Айви Лебелль и Мануэль Феррара), а сборник короткометражных фильмов Sordid Stories был награждён как «Фильм-виньетка года». В конце этого же месяца, на 37-й церемонии AVN Awards, Deeper выигрывает награду в категории «Лучший новый производственный бренд», а фильм Drive был удостоен в общей сложности шестнадцати наград в восьми категориях, в том числе «Лучшая драма», «Лучшее художественное оформление», «Лучший режиссёр — драматический выпуск» (Кайден Кросс) и «Лучшая актриса второго плана» (Мейтленд Уорд).
На 19-й церемонии награждения XBIZ Award, которая была проведена онлайн 14 января 2021 года, сайт был награждён премией в категории «Эротический сайт года», а фильм Muse получил семь наград в четырёх категориях: «Полнометражный фильм года», «Лучшее актёрское исполнение — ведущая роль» (Мейтленд Уорд), «Лучшая сцена секса — полнометражный фильм» (Мейтленд Уорд, Адриана Чечик, Айзея Максвелл и Слай Дигглер) и «Лучшая операторская работа».

## Награды и номинации
| Год  | Награда          | Результат | Категория                            |
| ---- | ---------------- | --------- | ------------------------------------ |
| 2019 | Fleshbot Award   | Номинация | Лучший новый сайт                    |
| 2019 | XCritic Award    | Номинация | Лучшая новая студия                  |
| 2019 | XCritic Award    | Номинация | Студия года                          |
| 2020 | AVN Award        | Победа    | Лучший новый производственный бренд  |
| 2020 | Fleshbot Award   | Номинация | Лучший платный сайт                  |
| 2020 | XBIZ Award       | Победа    | Лучшая новая студия                  |
| 2020 | XBIZ Award       | Победа    | Сайт года — женщина-продюсер         |
| 2020 | XCritic Award    | Номинация | Студия года                          |
| 2020 | XCritic Award    | Номинация | Лучший веб-сайт с членской подпиской |
| 2020 | XRCO Award       | Номинация | Лучший порносайт                     |
| 2021 | XBIZ Award       | Победа    | Эротический сайт года                |
| 2021 | XRCO Award       | Номинация | Лучший порносайт                     |
| 2022 | NightMoves Award | Номинация | Лучшая производственная компания     |
| 2022 | XBIZ Award       | Победа    | Эротический сайт года                |
| 2023 | XBIZ Award       | Номинация | Эротический сайт года                |
| 2023 | XRCO Award       | Номинация | Лучший порносайт                     |
| 2024 | XBIZ Award       | Победа    | Эротический сайт года                |
| 2024 | XRCO Award       | Номинация | Любимый порносайт                    |
| 2025 | XRCO Award       | Номинация | Любимый порносайт                    |

## Фильмография

### Сериалы
| Год          | Название                       |
| ------------ | ------------------------------ |
| 2019 — н. в. | Cuckold’s Plight               |
| 2019 — н. в. | Sordid Stories                 |
| 2020 — н. в. | Blonde Label                   |
| 2020 — н. в. | If It Feels Good               |
| 2020 — н. в. | Mistress Maitland              |
| 2020 — н. в. | Muse                           |
| 2020 — н. в. | Three                          |
| 2021 — н. в. | Good Girls                     |
| 2021 — н. в. | Impulse                        |
| 2021 — н. в. | Up to and Including Her Limits |
| 2022 — н. в. | Fucked Up Love                 |

### Фильмы
| - 2019 — Boss - 2019 — Drive - 2019 — Femme Fatale - 2019 — Lewd - 2019 — Power Hungry - 2019 — Relentless - 2019 — Sacrosanct Now - 2019 — Sex Obsessed - 2019 — Sodom - 2019 — The Predatory Woman - 2020 — Dance for Me - 2020 — Excess | - 2020 — Hobby - 2021 — Auditions - 2021 — Kink Label - 2021 — Tell Her - 2022 — Anal - 2022 — Beauty and Curve - 2022 — Drift - 2022 — Fertile Young Things - 2022 — Fuck Me Now - 2022 — Goddess and the Seed - 2022 — Poetics for Tramps - 2023 — Video Secrets |